# Nadia Podoroska
Nadia Natacha Podoroska (pronúncia em espanhol: [ˌnaðja poðoˈɾoska]; nascida em 10 de fevereiro de 1997) é uma tenista profissional argentina. Ela competiu nos Jogos Olímpicos de Verão de 2020.
Podoroska ganhou um título de duplas no WTA Tour e um título de simples no WTA Challenger Tour junto com 15 títulos de simples e oito títulos de duplas no Circuito feminino da ITF. Em 12 de julho de 2021, ela alcançou sua melhor classificação de simples no 36º lugar mundial e, em 18 de outubro de 2021, ela alcançou a 62ª posição no ranking de duplas WTA.

## Vida pregressa
Podoroska nasceu em 10 de fevereiro de 1997, em Rosário, província de Santa Fé, e cresceu em uma família de classe média em Fisherton, bairro fundado no final da década de 1880 por ferroviários. Ela é uma das três filhas do pai Marcelo e da mãe Irene; ela é descendente de ucranianos, pois seus avós eram ucranianos, mas ela não fala o idioma. Seu pai era relojoeiro de profissão e com o passar dos anos tornou-se farmacêutico, e sua mãe também é farmacêutica. Nadia foi a primeira da família a jogar tênis, esporte que começou a praticar no Fisherton Athletic Club aos cinco anos. Quando criança, ela acompanhava as atuações dos tenistas argentinos, especialmente Guillermo Cañas, embora não tanto das representantes femininas nacionais porque eram pouco transmitidas pela televisão. Entre as tenistas, ela admirava as irmãs Williams.
Obteve seu primeiro título profissional juvenil aos 16 anos no torneio ITF de US$ 10k de Santiago no Chile. Seus primeiros anos no circuito foram complicados devido às dificuldades financeiras para competir internacionalmente. No final de 2017, ela sofreu várias lesões que comprometeram sua carreira. Ao retornar, decidiu morar em Alicante, na Espanha, para se estabelecer na Europa e ter maiores chances de competir semanalmente. Além disso, passou a ser treinada por Juan Pablo Guzmán e Emiliano Redondi. Acrescentou à sua equipe Pedro Merani, com quem realiza treinos mentais baseados no Zen bompu e na neurociência, aspeto que considerou importante para mudar a sua atitude perante o ténis e os seus jogos.

## Destaques na carreira

### 2020
Em outubro, Podoroska se tornou a primeira vinda da qualificatória a chegar às semifinais do Aberto da França ao vencer a terceira cabeça-de-chave Elina Svitolina nas quartas de final em Roland Garros. Podoroska foi nomeada a Revelação do Ano da WTA por sua conquista na classificatória e seu sólido desempenho ao longo da temporada.

### 2021–22
Podoroska continuou em boa forma quando chegou às quartas de final do Yarra Valley Classic ao derrotar Petra Kvitová, quarta cabeça de chave.
Em maio, no Aberto da Itália, ela derrotou Serena Williams, 23 vezes campeã do Grand Slam e oitava cabeça-de-chave, na segunda rodada. Esta foi sua terceira vitória entre as dez primeiras nos últimos oito meses. Williams estava jogando sua milésima partida de sua carreira.
No Aberto da França, Podoroska perdeu na primeira rodada para a décima cabeça-de-chave Belinda Bencic, mas chegou às semifinais em duplas, fazendo parceria com Irina-Camelia Begu pela primeira vez. Como resultado, ela alcançou o top 40 em simples e a 69ª posição em duplas pela primeira vez em sua carreira em 14 de junho de 2021.
No final do ano, após o US Open de 2021, Podoroska anunciou que estava desistindo do Australian Open de 2022 devido a dores que a atingiram durante toda a temporada, optando por descansar e se recuperar até março de 2022.
Ela voltou às competições em junho de 2022 após dez meses de inatividade para participar das eliminatórias de Wimbledon, onde chegou à segunda rodada.

### 2023: De volta aos WTA 1000 e ao top 100
Podoroska iniciou a temporada chegando à segunda rodada na United Cup onde perdeu para Caroline Garcia em sets diretos. Ela chegou à segunda rodada em três dos quatro Majors, exceto no US Open, onde perdeu na primeira rodada. Paralelamente, ela venceu a Copa Oster no saibro, chegou à semifinal do torneio de um torneio US$ 40k na Cidade do México, às quartas de final de um US$ 60k em Irapuato, ambos em quadras duras.
Na temporada em quadras de saibro na Europa, Podoroska chegou à semifinal de um torneio de US$ 60k em Chiasso na Suíça, e às quartas de final do Open Internacional Femení Solgironès [en], à semifinal do  Open Internacional de Valencia e à semifinal do Hungarian Grand Prix.
De volta às quadras duras na América do norte, Podoroska não passou da primeira rodada em Cleveland e no US Open. Em setembro, ela alcançou sua primeira semifinal WTA desde julho em Budapeste, na primeira edição do Ningbo Open. Na semifinal no entanto, ela perdeu para Ons Jabeur em jogo de três sets.
Em novembro, na Copa LP Chile, Podoroska chegou à semifinal, que perdeu para Sára Bejlek em jogo de três sets.

### 2024
Podoroska iniciou a temporada no Hobart International, onde passou pela qualificatória, porém, no seu primeiro jogo na chave principal contra Tatjana Maria, foi obrigada a desistir da partida por contusão. Depois disso, partiu para o Australian Open, no qual, venceu Tamara Zidansek na primeira rodada e perdeu para  Amanda Anisimova  na segunda, ambos os jogos em sets diretos.
Prosseguindo sua campanha em quadras duras, agora na Europa, Podoroska participou do Upper Austria Ladies Linz, onde perdeu para a "lucky loser",  Jaqueline Cristian na primeira rodada em sets diretos. Sua próxima atuação de destaque foi no Indian Wells Open, onde passou pela qualificatória e chegou até a terceira rodada da chave principal quando perdeu para a cabeça de chave N° 28 Anastasia Potapova em sets diretos. Ainda no giro americano, ela tentou o Miami Open, onde também passou pela qualificatória e chegou até a segunda rodada da chave principal quando perdeu para a cabeça de chave N° 3 Coco Gauff em sets diretos.
Podoroska iniciou a temporada em quadras de saibro no San Luis Open onde conquistou o título, vencendo Francesca Jones [en] na final em sets diretos. Na Copa Colsanitas, perdeu para Laura Pigossi na primeira rodada em sets diretos. De volta à Europa, no Open Rouen Métropole recém promovido a WTA 250, perdeu para a cabeça de chave N° 5 Mirra Andreeva em sets diretos. Em seguida, no Aberto de Madri, passou por Katerina Siniakova na primeira rodada mas perdeu para a cabeça de chave N° 19, Emma Navarro, na segunda, ambos jogos de sets diretos. Seu próximo compromisso foi no Grand Prix Princesse Lalla Meryem, no Marrocos, no qual passou por Tatjana Maria na primeira rodada em sets diretos, mas perdeu na segunda para Sara Sorribes Tormo em jogo de três sets. No Aberto da França, perdeu na primeira rodada para a cabeça de chave N° 19, Victoria Azarenka, em sets diretos. Logo em seguida, participou do Open delle Puglie, chegando à semifinal. Também não teve sucesso na sua breve temporada em quadras de grama, perdendo na primeira rodada do Bad Homburg Open e em Wimbledon. Em um breve retorno às quadras de saibro, seu desempenho não melhorou, perdendo na primeira rodada no Grand Est Open 88, no Hungarian Grand Prix, no Prague Open e nos Jogos Olímpicos.
Podoroska retornou às quadras duras na América do norte pelo Aberto do Canadá, no qual voltou a perder na primeira rodada. No torneio seguinte porém, já na América do sul, ela teve sucesso. No Barranquilla Open, ela chegou até a final e enfrentou a defensora do título, Tatjana Maria, jogo que venceu em três sets, conquistando o título.

## Representação nacional
Jogando pela equipe Argentina na Fed Cup, Podoroska tem um recorde de vitórias e derrotas de 12–8.
Ela se classificou para representar a Argentina nos Jogos Olímpicos de Verão de 2020 em Tóquio e venceu Yulia Putintseva, que jogou pelo Cazaquistão, por desistência para chegar à segunda rodada, e a russa Ekaterina Alexandrova para chegar à terceira. Podoroska se tornou a primeira mulher argentina a chegar às oitavas de final no tênis olímpico no século 21 em simples. Apenas duas jogadoras argentinas o alcançaram há 25 anos, Gabriela Sabatini e Inés Gorrochategui em 1996 em Atlanta.

## Vida pessoal
Podoroska vive e treina em Alicante, Espanha.
Em 2022, Podoroska se assumiu lésbica, postando suas fotos no Instagram com a namorada, a também tenista argentina Guillermina Naya [en]. Ela confirmou o relacionamento delas em entrevista ao ClayTenis.com.